# Dysdera collucata
Dysdera collucata är en spindelart som beskrevs av Peter Mikhailovitch Dunin 1991. Dysdera collucata ingår i släktet Dysdera och familjen ringögonspindlar.
Artens utbredningsområde är Armenien. Inga underarter finns listade i Catalogue of Life.